# Live Songs
Live Songs – pierwszy album koncertowy Leonarda Cohena, wydany w 1973.
Utwory były nagrywane podczas występów na żywo w latach 1970 i 1972. Pochodzą z drugiego studyjnego albumu Cohena Songs from a Room, często ze zmienionym tekstem. "Nancy" jest nową wersją "Seems So Long Ago, Nancy", a "Improvisation" jest instrumentalnym rozbudowaniem riffu z "You Know Who I Am" (który także znajduje się na płycie). Brak jest utworów z pierwszego (Songs of Leonard Cohen) oraz trzeciego (Songs of Love and Hate) albumu artysty, natomiast na płycie znalazł się standard folkowy "Passing Through" i dwie nowe kompozycje: trzynastominutowy "Please Don't Pass Me By (A Disgrace)" oraz "Minute Prologue". Ostatni na płycie "Queen Victoria" został nagrany przez samego Cohena w 1972 w hotelu w Tennessee. Wśród zespołu akompaniującemu Cohenowi występuje Jennifer Warren, która wkrótce zdobyła sławę jako Jennifer Warnes.

## Lista utworów
| 1.  | Minute Prologue (Londyn, 1972)                      | 1:12  |
|     |                                                     |       |
| 2.  | Passing Through (Londyn, 1972)                      | 4:05  |
|     |                                                     |       |
| 3.  | You Know Who I Am (Bruksela, 1972)                  | 5:22  |
|     |                                                     |       |
| 4.  | Bird on the Wire (Paryż, 1972)                      | 4:27  |
|     |                                                     |       |
| 5.  | Nancy (Londyn, 1972)                                | 3:48  |
|     |                                                     |       |
| 6.  | Improvisation (Paryż, 1972)                         | 3:17  |
|     |                                                     |       |
| 7.  | Story of Isaac (Berlin, 1972)                       | 3:56  |
|     |                                                     |       |
| 8.  | Please Don't Pass Me By (A Disgrace) (Londyn, 1970) | 13:00 |
|     |                                                     |       |
| 9.  | Tonight Will Be Fine (Isle of Wight Festival, 1970) | 6:06  |
|     |                                                     |       |
| 10. | Queen Victoria (Tennessee, 1972)                    | 3:28  |
|     |                                                     |       |
|     |                                                     | 48:41 |
|     |                                                     |       |

## Wykonawcy

### 1970
- Leonard Cohen: wokal, gitara akustyczna
- Ron Cornelius: gitara elektryczna
- Charlie Daniels: gitara basowa, skrzypce
- Elkin Fowler: banjo, gitara
- Bob Johnston: harmonijka ustna, gitara
- Aileen Fowler: wokal
- Corlynn Hanney: wokal

### 1972
- Leonard Cohen: wokal, gitara akustyczna
- Ron Cornelius: gitara elektryczna i akustyczna
- Peter Marshal: gitara basowa, kontrabas
- David O'Connor: gitara akustyczna
- Bob Johnston: organy Hammonda
- Donna Washburn: wokal
- Jennifer Warren: wokal